# Stadlhof (Gemeinde Traboch)
Stadlhof ist eine Ortschaft in der Gemeinde Traboch im Bezirk Leoben, Steiermark.
Die Ortschaft befindet sich im Liesingtal auf der Höhe des Trofaiacher Beckens. Am 1. Jänner 2024 zählte die Ortschaft 205 Einwohner.